# زیردرختچه

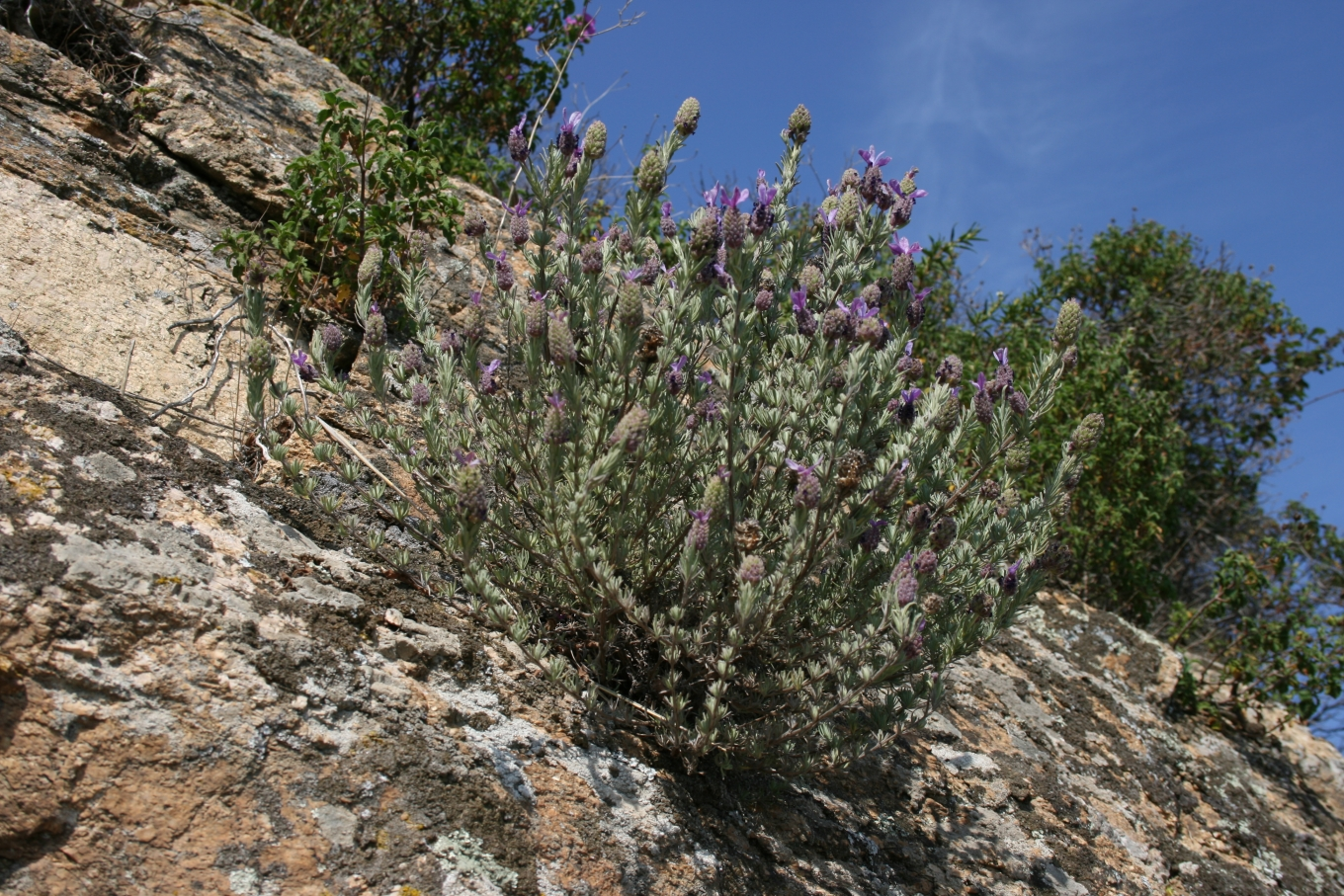
اسطوخودوس فرانسوی

زیردرختچه (انگلیسی: Subshrub)، یا درختچه کوتوله درختچه‌ای کوتاه و گیاهی چوبی است. درختچه خوابیده یک اصطلاح مرتبط است. «زیردرختچه» اغلب به جای «بوته» استفاده می‌شود.
از آنجایی که معیارها به جای نوع، درجه (معمولاً ارتفاع) هستند، تعریف زیردرختچه به‌وضوح از تعریف درختچه قابل تشخیص نیست. نمونه‌هایی از دلایل توصیف گیاهان به‌عنوان زیردرختچه‌ها شامل ساقه‌های در آغوش گرفته زمین یا عادت کم رشد است. زیردرختچه‌ها ممکن است تا حد زیادی علفی باشند، اگرچه هنوز به‌عنوان چوبی طبقه‌بندی می‌شوند، با رشد چوبی چند ساله زمستان‌گذران بسیار کمتر از رشد تابستانی برگریز. برخی از گیاهانی که به‌عنوان زیردرختچه توصیف می‌شوند فقط چوبی ضعیفی دارند و برخی فقط برای چند سال باقی می‌مانند. با این حال، دیگران، مانند الدنبورژیا پارادوکسا (Oldenburgia paradoxa) به‌طور نامحدود زندگی می‌کنند (اگرچه هنوز در برابر اثرات خارجی آسیب‌پذیر است)، که ریشه در شکاف‌های سنگی دارد.
درختچه‌های کوچک و کم ارتفاع مانند اسطوخودوس، پیچ تلگرافی و زعتر و بسیاری از اعضای درختچه‌مانند خانواده خلنگیان، مانند توت خرس و گونه‌های کوچک خلنگ، اغلب به‌عنوان زیردرختچه طبقه‌بندی می‌شوند.

## تعریف

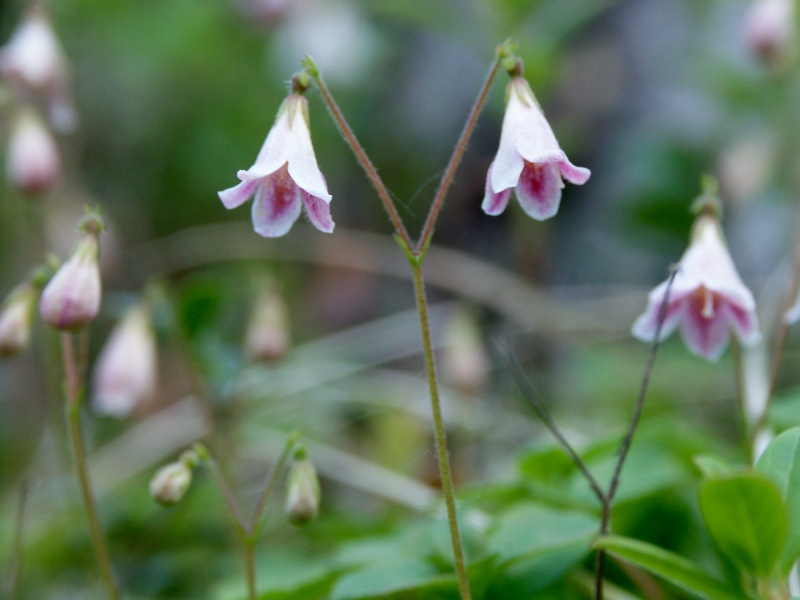
لینه

زیردرخچه یا درختچه کوتوله یا کامافیت (chamaephyte) گیاهی است که جوانه‌های خواب زمستانی را روی شاخه‌های پایدار نزدیک زمین ایجاد می‌کند - معمولاً گیاهان چوبی با جوانه‌های دائمی که در نزدیکی زمین قرار دارند، معمولاً کمتر از ۲۵ سانتی‌متر بالاتر از سطح خاک هستند. اهمیت نزدیکی به زمین این است که جوانه‌ها در لایه سطحی خاک باقی می‌مانند و بنابراین تا حدودی از تأثیرات نامطلوب خارجی مختلف محافظت می‌شوند. بر این اساس، عادت کامافیت به‌ویژه در محیط‌های استرس‌زا رایج است، برای نمونه:
- بوم‌سازگان موجود در خاک‌ها یا سنگ‌های فقیر از مواد مغذی[۲]
- بوم‌سازگان آلپی یا قطبی که در معرض بادهای فصلی یا چند ساله و شرایط یخبندان، مستعد کشتن شاخه‌های در حال رشد آسیب‌پذیر هستند[۳]
- بوم‌سازگانی که در معرض آتش‌سوزی‌های مکرر و سوختن هستند، جایی که بسیاری از گونه‌های مانند. بانکسیا یا اکالیپتوس از غده چوبی یا تنه خرمایی رشد می‌کنند.[۴]
- بوم‌سازگانی که چرای سنگین یا بیش از حد چرا شده‌اند، مانند چمن لاک‌پشت[۵]

## نمونه‌هایی از کامافیت‌ها
اصطلاح کامافیت به‌طور رسمی در چارچوب طبقه‌بندی اشکال زندگی گیاهان رونکیئر استفاده می‌شود. نمونه‌هایی از کامافیت‌ها بسیاری از گونه‌هایی هستند که در بوته‌زار خاربیشه و دیگر گیاهان بوم‌سازگان خشک حوضه مدیترانه زندگی می‌کنند (گونه‌هایی مانند آویشن، آویشن معمولی، و رزماری). گیاهان دیگر عبارتند از گونه‌های خلنگزار (مانند Calluna vulgaris و خلنگ)، زیتون وحشی آفریقایی (زیتون) و سپیدگوهر و همچنین شامل گیاهان بالشتکی است.